# Aridonevra cunnamullae
Aridonevra cunnamullae är en tvåvingeart som beskrevs av Permkam och Albany Hancock 1995. Aridonevra cunnamullae ingår i släktet Aridonevra och familjen borrflugor. Inga underarter finns listade.